# Возний Ярослав Васильович
Яросла́в Васи́льович Во́зний — сержант Збройних сил України.

## З життєпису
Командир взводу матеріально-технічного забезпечення, Військово-медичний клінічний центр західного регіону.
З дружиною та двома доньками проживають у Львові.

## Нагороди
За особисту мужність і героїзм, виявлені у захисті державного суверенітету та територіальної цілісності України, вірність військовій присязі під час російсько-української війни, відзначений — нагороджений
- 27 червня 2015 року — орденом «За мужність» III ступеня.